# Die Nacht der reitenden Leichen
Die Nacht der reitenden Leichen (Original: La noche del terror ciego; span. für ‚Die Nacht des blinden Terrors‘) ist ein spanisch-portugiesischer Horrorfilm des Regisseurs Amando de Ossorio, der auch das Drehbuch schrieb. Er handelt von einer verfallenen Festung, in der sich nachts die untoten Körper von im Mittelalter dort verbrannten Tempelrittern aus ihren Gräbern erheben und die Gegend unsicher machen. Der Film stellt den ersten Teil einer Horror-Tetralogie dar, die Amando de Ossorio zwischen 1971 und 1975 inszenierte.

## Handlung
Eine Gemeinschaft von Tempelrittern versuchen im mittelalterlichen Portugal mit allen Mitteln, Unsterblichkeit zu erlangen. Die Ordensmitglieder bedienen sich dazu der aus dem Orient mitgebrachten schwarzen Magie, verschreiben sich Luzifers Kult und trinken das Blut geopferter Jungfrauen. Für diese satanischen Vergehen werden sie exkommuniziert, hingerichtet und wegen Teufelsanbetung auf ewig verflucht; ihre Leichen werden den Krähen zum Fraß vorgeworfen, die ihnen die Augen herauspicken. Es ist ihnen zuvor aber gelungen, hinter das Geheimnis des Untodes zu kommen, so dass sie seither verdammt sind, allnächtlich nach Mitternacht aus ihren Gräbern zu steigen und menschliches Blut zu trinken.
In der Gegenwart verbringt Virginia mit ihrem Freund Roger den Urlaub auf der Iberischen Halbinsel, wo sie zufällig ihre ehemalige Schulfreundin Bella trifft, mit der sie früher eine lesbische Erfahrung gemacht hat. Roger lädt die attraktive Bella zu einer Fahrt ins Umland ein, der Virginia widerwillig zustimmt. Auf der Zugfahrt flirtet Bella mit Roger, sodass Virginia eifersüchtig den Zug im portugiesischen Hinterland verlässt und allein durch die Einöde streift. Dort entdeckt sie eine mittelalterliche Abtei. Es handelt sich um Berzano, die Festung der vor 500 Jahren hingerichteten Tempelritter, deren Gräber sich dort befinden.
In der früheren Behausung der Tempelritter schlägt sie ihr Nachtlager auf. Zur nächtlichen Stunde steigen die verfluchten, vermummten und teils berittenen Kreaturen aus ihren Gräbern, erspüren Virginias Anwesenheit, kreisen sie blutgierig ein und saugen sie bis auf den letzten Tropfen aus, wodurch die junge Frau stirbt.
Am nächsten Morgen machen sich Roger und Bella Sorgen um ihre Freundin und suchen sie. Sie erinnern sich, vom Zug aus eine kleine Siedlung gesehen zu haben. Ihnen wird jedoch gesagt, dass es in dem Gebiet keine Siedlungen gibt und dass es sich um die Ruinen von Berzano handelt. Sie bemerken, dass die Einheimischen nicht gerne über den Ort reden, es wird ihnen ohne Begründung abgeraten, sich dorthin zu begeben. Dennoch leihen die beiden sich Pferde aus und machen sich zu den Ruinen auf. Einer dortigen Grabsteininschrift entnehmen sie, dass es sich bei den begrabenen Personen um Tempelritter handelt, die Kreuze erscheinen ihnen seltsam. Ihre Pferde ergreifen die Flucht. In der Anlage selbst finden sie Virginias Gepäck sowie einen Schuh. Plötzlich tauchen zwei Polizeibeamte auf, die ihnen mitteilen, dass man Virginia tot aufgefunden hat. Sie werden zurück in den Ort mitgenommen, um ihre Leiche zu identifizieren. Vom Rechtsmediziner erfahren die beiden, dass ihre Freundin mehrmals gebissen wurde und womöglich Opfer eines Ritualmordes wurde. 

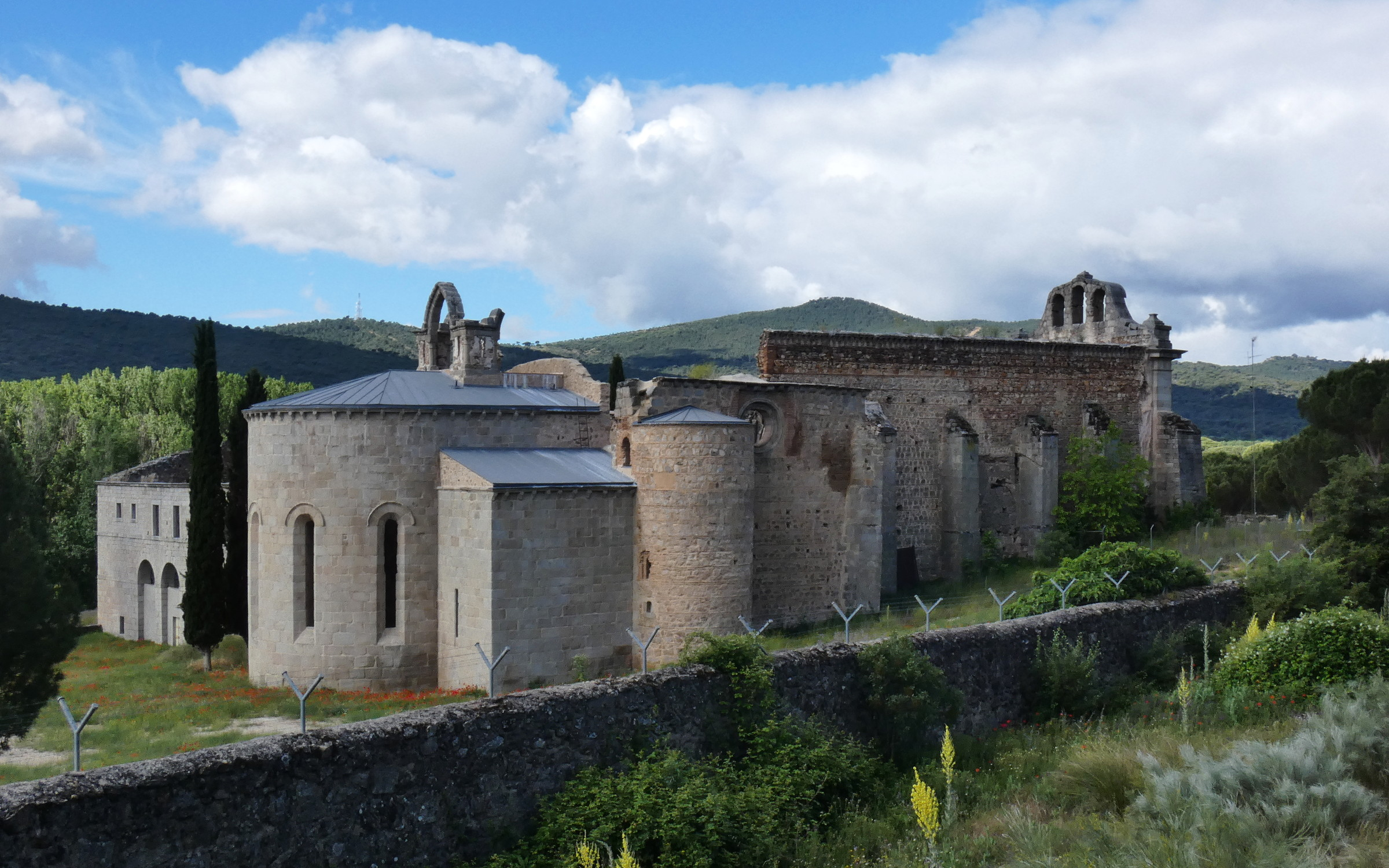
Kloster Valdeiglesias, einer der Hauptschauplätze

Sie treiben Nachforschungen an, um Virginias Tod aufzuklären. Von Nina, einer ortskundigen Angestellten Bellas, erfahren sie von weiteren mysteriösen Todesfällen im Umfeld der Abtei, der die Einheimischen mit Furcht begegnen. Angeblich sollen dort die „geblendeten Toten“, die über ein exzellentes Gehör verfügen, immer noch die Gegend verunsichern. Nina wird von der nach ihrem Tod ebenfalls zu einer Untoten gewordenen Virginia aufgesucht, die sie jedoch in einem Zweikampf ausschalten und verbrennen kann.
Die Polizei tappt derweil im Mordfall Virginia im Dunkeln. Der Verdacht der Staatsgewalt richtet sich zunächst gegen den Schmuggler Pedro und seine Bande, die den Mythos angeblich zur Abschreckung verbreitet, um ungestört illegalen Geschäften in der Region nachzugehen. Es gelingt Bella und Roger, den Schmuggler zu überreden, gemeinsam mit ihnen und Maria, Pedros Freundin, die Nacht in der Abtei zu verbringen, um zu beweisen, dass die Anschuldigungen gegen ihn haltlos sind. Sie verteilen sich auf dem Gelände, wobei Pedro Bella vergewaltigt. Als es Mitternacht wird, steigen die Toten aus ihren Gräbern, reiten auf ihren Pferden aus und töten Pedro, Maria und Roger. Einzig Bella gelingt die Flucht.
Ihre Flucht führt sie in die Nähe eines Eisenbahnzuges, der die schockierte Frau aufnimmt. Ihre reitenden Verfolger überfallen den Zug und töten alle Passagiere – bis auf Bella, die sich in den Kohlen versteckt. Am nächsten Morgen rollt der Zug ohne Lokführer in den nächsten Bahnhof ein, an dem die Reisenden unter Geschrei die Opfer entdecken.

## Erfolg
Die früheren Arbeiten von de Ossorio hatten, abgesehen vom 1969 veröffentlichten Malenka, keinen größeren Widerhall erfahren. Mit Die Nacht der reitenden Leichen hingegen konnte er einen dauerhaften Erfolg verbuchen, der Film gilt unter Liebhabern von Horrorfilmen verschiedener Länder als Klassiker.

## Kritiken
Das Lexikon des internationalen Films nennt den Film einen holprig inszenierten Horrorfilm, der Elemente des Vampirfilms mit Motiven der iberischen Vergangenheit zu verknüpfen versuche, aber nicht mehr als eine verrückte Reihung diverser Versatzstücke des Genres zuwege bringe.

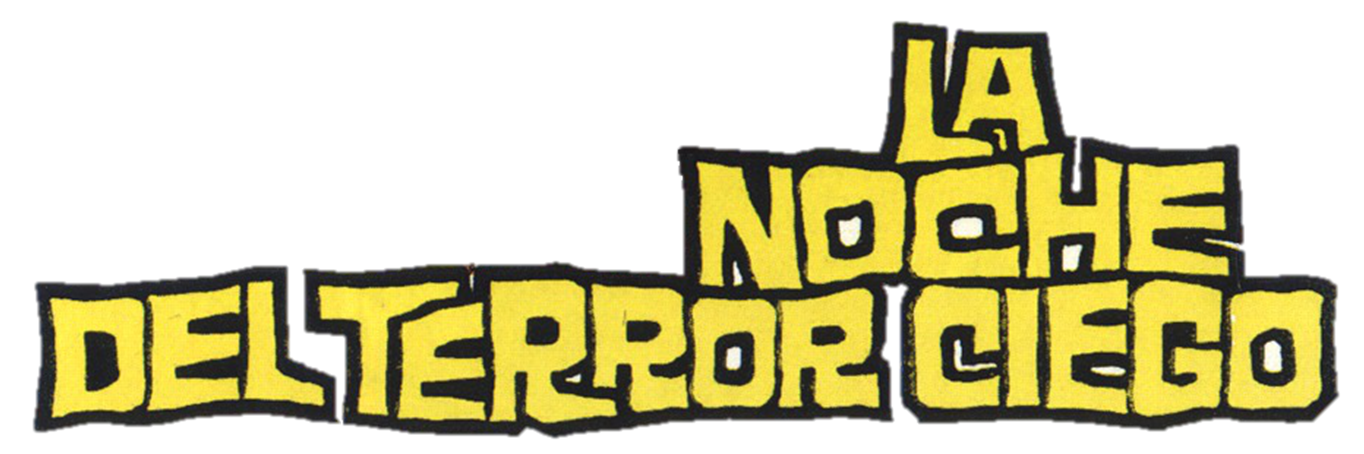
Offizielles Filmlogo im spanischen Original

In seiner Rezension auf Uncut.at beschreibt Thorsten Schimpl Die Nacht der reitenden Leichen als einen stilprägenden Beitrag zum spanischen Film der 70er. Er lobt die ästhetische Gestaltung der untoten Templer und den subtilen Soundtrack, der maßgeblich zur unheimlichen Atmosphäre beitrage. Er kritisiert jedoch einige Schwächen wie die sinnlose Nebenhandlung um einen Zombie, die möglicherweise als Hommage an George A. Romero gedacht sei, sowie eine unnütze Vergewaltigungsszene, die weder für den Plot relevant sei noch später thematisiert werde. Zudem kritisiert er die deutsche Synchronisation mit wechselnden Sprechern für dieselben Rollen als amateurhaft. Trotz dieser Mängel sieht Schimpl in dem Film ein „einzigartiges Phänomen in der Geschichte des Horrorfilms“ und empfiehlt ihn für Fans des Genres.
Mauritia Mayer auf filmtipps.at nennt den Film einen atmosphärisch dichten Klassiker des europäischen Horrorfilms. Trotz geringen Budgets überzeuge der Film durch seine ikonischen, skelettartigen Templer, originalgetreue Drehorte und einen stellenweise psychedelischen Soundtrack. Mayer lobt die detailreiche Gestaltung und die klassische Horroratmosphäre mit nebelverhangenen Landschaften, Geistererscheinungen und satanischen Ritualen. Kritisch merkt sie an, dass einige Effekte schwach seien, manche Szenen überflüssig wirkten und die deutsche Synchronfassung unfreiwillig komisch sei. Sie vergibt 7 von 10 Punkten und bezeichnet den Film als charmante Genreperle mit nostalgischem Reiz.

## Fortsetzungen
Der Erfolg des Films hatte mehrere Fortsetzungen zur Folge: 
- Die Rückkehr der reitenden Leichen (1973),
- Das Geisterschiff der schwimmenden Leichen (1974) und
- Das Blutgericht der reitenden Leichen (1975).